# Sudan (regija)
Sudan (arap. bilâd as-sûdân "zemlja crnaca"), geografska regija u Zapadnoj i Istočnoj Africi koja se prostire južno od Sahela od države Mali (nekoć poznat kao Francuski Sudan) pa do unutrašnjosti države Sudan. Ova regija prima više padalina od Sahela, te je pogodnija za poljodjelstvo. Južno od Sudana nalaze se tropske šume.

## Poveznice
- Južni Sudan